# Thiscia semicircularis
Thiscia semicircularis är en insektsart som beskrevs av Stsl 1862. Thiscia semicircularis ingår i släktet Thiscia och familjen Acanaloniidae. Inga underarter finns listade i Catalogue of Life.